# Campeonato Sul-Americano de Hóquei sobre a grama Feminino de 2013
O Campeonato Sul-Americano de Hóquei sobre a grama Feminino de 2013 foi a quinta edição deste torneio. Sua administração e patrocínio foram da Federação Pan-Americana de Hóquei (PAHF). Pela segunda vez, o Chile recebeu a competição, cujas partidas foram disputadas na sua capital, a cidade de Santiago.
A equipe da Argentina sagrou-se penta-campeã desta competição.

## Regulamento e participantes
A competição foi dividida em duas fases. Na primeira fase o sistema foi de pontos corridos, no qual todos os participantes se enfrentaram em turno único. Os posicionamentos desta fase determinaram a as partidas da fase final, que contaram com as disputas pelos quinto e terceiro lugares, além da decisão do título.
Seis seleções se fizeram presentes, sendo elas as representações de Argentina, Brasil, Chile, Paraguai, Peru e Uruguai.

## Jogos
Seguem-se, abaixo, as partidas realizadas nesta competição.

### Primeira fase
1ª rodada
| 26 de janeiro |      |      |         |  |  |
| Argentina     | 20–0 | Peru | Reporte |  |  |

| 26 de janeiro |     |        |         |  |  |
| Uruguai       | 1–0 | Brasil | Reporte |  |  |

| 26 de janeiro |      |          |         |  |  |
| Chile         | 10–0 | Paraguai | Reporte |  |  |

2ª rodada
| 27 de janeiro |      |         |         |  |  |
| Peru          | 0–18 | Uruguai | Reporte |  |  |

| 27 de janeiro |      |          |         |  |  |
| Argentina     | 13–0 | Paraguai | Reporte |  |  |

| 27 de janeiro |     |        |         |  |  |
| Chile         | 4–0 | Brasil | Reporte |  |  |

3ª rodada
| 29 de janeiro |     |          |         |  |  |
| Brasil        | 0–0 | Paraguai | Reporte |  |  |

| 29 de janeiro |      |       |         |  |  |
| Peru          | 0–27 | Chile | Reporte |  |  |

| 29 de janeiro |     |        |         |  |  |
| Uruguai       | 2–3 | Brasil | Reporte |  |  |

4ª rodada
| 30 de janeiro |     |      |         |  |  |
| Brasil        | 7–0 | Peru | Reporte |  |  |

| 30 de janeiro |      |         |         |  |  |
| Paraguai      | 0–10 | Uruguai | Reporte |  |  |

| 30 de janeiro |     |           |         |  |  |
| Chile         | 1–5 | Argentina | Reporte |  |  |

5ª rodada
| 1 de fevereiro |     |      |         |  |  |
| Paraguai       | 4–1 | Peru | Reporte |  |  |

| 1 de fevereiro |     |        |         |  |  |
| Argentina      | 3–0 | Brasil | Reporte |  |  |

| 1 de fevereiro |     |       |         |  |  |
| Uruguai        | 1–3 | Chile | Reporte |  |  |

#### Classificação final - Primeira fase
| Equipe    | Pts | J | V | E | D | GF | GC | Saldo |
| --------- | --- | - | - | - | - | -- | -- | ----- |
| Argentina | 15  | 5 | 5 | 0 | 0 | 44 | 3  | +41   |
| Chile     | 12  | 5 | 4 | 0 | 1 | 45 | 6  | +39   |
| Uruguai   | 9   | 5 | 3 | 0 | 2 | 32 | 6  | +26   |
| Brasil    | 4   | 5 | 1 | 1 | 3 | 7  | 8  | -1    |
| Paraguai  | 4   | 5 | 1 | 1 | 3 | 4  | 33 | -29   |
| Peru      | 0   | 5 | 0 | 0 | 5 | 0  | 76 | -76   |

- Convenções: Pts = pontos, J = jogos, V = vitórias, E = empates, D = derrotas, GF = gols feitos, GC = gols contra, Saldo = diferença de gols.
- Critérios de pontuação: vitória = 3, empate = 1, derrota = 0.

### Fase final

#### Disputa do 5º lugar
| 2 de fevereiro |     |      |         |  |  |
| Paraguai       | 2–0 | Peru | Reporte |  |  |

#### Disputa do 3º lugar
| 2 de fevereiro |     |        |         |  |  |
| Uruguai        | 4–1 | Brasil | Reporte |  |  |

#### Disputa do título
| 2 de fevereiro |     |       |         |  |  |
| Argentina      | 4–0 | Chile | Reporte |  |  |

## Título
| Campeonato Sul-Americano de 2013 Hóquei sobre a grama feminino |
| -------------------------------------------------------------- |
| Argentina Campeã (5º título)                                   |